# ثقافة الإمام الشهيد أحمد ياسين (كتاب)
كتاب ثقافة الإمام الشهيد أحمد ياسين كتاب صدر عن رابطة علماء فلسطين في قطاع غزة عام 2006م وذلك ضمن سلسلة نحو «مجتمع خلوق ومثقف» التأليف لكل من نسيم شحدة ياسين، ويحيى علي الدجني. وجاء في مقدمة الكتاب: «إن المتأمل لسيرة الإمام الشهيد أحمد ياسين يقف على العديد من جوانب العلم والمعرفة، الأمر الذي يوضح أحد الجوانب الهامة في شخصيته وسبب تأثيرها على الآخرين على اختلاف أجناسهم وأفكارهم». وأرجع المؤلفان اختيارهما للحديث عن ثقافة الشيخ أحمد ياسين إلى كون الشيخ ياسين يعد أهم شخصية إسلامية فلسطينية عرفها الواقع الفلسطيني خلال القرن العشرين ومطلع القرن الحادي والعشرين من حيث ما خلفه من آثار إسلامية غيرت الواقع الفلسطيني بشكل رئيس وأثرت على الواقع العربي والعالمي.
وبحسب مقدمة الكتاب فإن ثقافة الشيخ أحمد ياسين وما تميزت به من سعة وشمول كان لها عظيم الأثر في نجاح دعوته وثقة الآخرين به وهو ما يفيد الدعاة والدارسين لهذه الظاهرة بزاد ثقافي وافر، كما أن تناول الجانب الثقافي في حياة الشيخ أحمد ياسين. يعد الكتاب من الدراسات الجديدة التي لم تتناولها أقلام الباحثين بدراسات علمية مستقلة.

## مباحث الكتاب
يتكون الكتاب من عدة مباحث. المبحث الأول: تمهيدي بعنوان «حياة الشيخ أحمد ياسين»، حيث يدور حول مولد الشيخ ياسين ونسبه ونشأته العلمية واستشهاده. المبحث الثاني: وهو بعنوان «العوامل التي أسهمت في ارتقاء ثقافة الشيخ أحمد ياسين» حيث يضع في مقدمتها التقوى وصدق التوجه لله عز وجل. وثاني هذه العوامل الإمكانات الذهنية؛ إذ تميّز الشيخ بشدة الذكاء، وقوة الذاكرة، وسرعة البديهة، والفطنة والفراسة التي هي ثمرة للتقوى. وثالث هذه العوامل هو إرادة التحصيل العلمي، فقد أكد كل من صاحبَ الشيخ على حرصه الشديد وتفانيه لتحصيل العلم والمعرفة؛ إذ عجز مرضه أن ينال من هذا الحرص، وزاده سجنه واعتقاله لدى الاحتلال حرصاً وإرادة على تحصيل العلم النافع، ورابع هذه العوامل هو تنوّع مصادر المعرفة. المبحث الثالث: يستعرض جوانب من ثقافة الشيخ أحمد ياسين وعلومه، حيث يأتي في مقدمتها الثقافة الإسلامية واللغوية، إلى جانب الثقافة الإنسانية، والثقافة الواقعية، بالإضافة إلى الثقافة العامة، فيما تضمنت خاتمة الكتاب أهم النتائج التي خلص إليها المؤلفان وتوصياتهما.

## الخلاصات والاستنتاجات
وخلص الباحثان إلى جملة من النتائج كان في مقدمتها: إن الشيخ أحمد ياسين ظاهرة فريدة من نوعها، فهو مدرسة متكاملة يتتلمذ فيها الأصحاء والمعاقون على السواء، ويتعلمون فيها كيفية الانتصار على العجز البدني والضعف الصحي، وأن العجز الحقيقي هو عجز الإرادة وضعف العقول. كذلك خلص الباحثان إلى أن الصلة بالله والمداومة عليها، سبيل لازم لتحقيق التقوى، ولقطف ثمار المعرفة والثقافة، وهو ما حصل من خلاله الشيخ على العلم الوهبي، إضافة إلى أن شدة الذكاء وقوة الذاكرة التي أنعم الله بها على الشيخ سهامتا إلى حد كبير في ارتقاء مستواه الثفافي. ومن النتائج التي توصل إليها الكتاب، أن بلوغ أقصى درجات الثقافة والمعرفة، يحتاج إلى كسب وجهد وصبر ومطالعة، وأن التذرع بالظروف والابتلاءات هو سبيل العاجزين، مستشهداً بأن الشيخ أحمد ياسين لم يكن بوسعه أن يقلب صفحة كتاب، وأنه كان يفعل ذلك بلسانه مع صعوبة ذلك كي يغتنم وقته، وتزيد علومه ومعارفه، وهو ما يعكس قوة إرادة الشيخ في ذلك. وأشارت النتائج إلى أن الشيخ ياسين لم يقنع بتحديد مصادر المعرفة، وإنما استفاد من مختلف تلك المصادر سواء البيت أو المدرسة أو الجامعة أو المسجد أو المعتقل، وغيره، وسواء كانت وسائله في ذلك تقليدية أم حديثة كالإنترنت ووسائل الإعلام المختلفة. وبحسب النتائج أيضاً، فإن اتساع دائرة الثقافة لدى الشيخ، وشمولها للثقافة الإسلامية واللغوية والتاريخية والاقتصادية والواقعية، مكنت الشيخ من كسب احترام الآخرين، ومن قيادة حركته؛ لأن الجميع فيهم رأوا فيه الرجل العالم العارف بالله تعالى، الذي يبني رأيه على أسس متينة من الوعي والعلم والمعرفة، الأمر الذي يجعله جديراً أن نعده مجدداً للدعوة الإسلامية في فلسطين خلال القرن العشرين. وبينت ذات النتائج، أن ثقافة الشيخ ووعيه جعلتا الشعب الفلسطيني ينجو من ويلات حرب أهلية يمكن لها أن تأتي على الأخضر واليابس، ولا تخدم إلا الاحتلال الإسرائيلي.

## الخاتمة
وفي ختام الكتاب، أوصى المؤلفان بضرورة إجراء المزيد من الدراسة حول شخصية الشيخ أحمد ياسين الظاهرة المعجزة، سواء المتعلقة بالجانب الثقافي، وذلك بإفراد كل نوع من أنواع الثقافة لدى الشيخ ببحث مستقل، أو الجوانب التربوية لديه، وكذلك فقه الدعوة عنده، إلى غير ذلك من الجوانب المتعددة، والتي في محصلتها جمع تراث الشيخ من الصدور والسطور، وذلك قبل أن ينقطع السند بوفاة أتباعه وأصحابه أو استشهادهم. وطالب المؤلفان أيضاً بضرورة دراسة تراث الشيخ أحمد ياسين دراسة علمية موثقة، كي يستفيد الدعاة والأجيال اللاحقة منه.